# Ecnomina wamoom
Ecnomina wamoom là một loài Trichoptera trong họ Ecnomidae. Chúng phân bố ở miền Australasia.